# Aphanostemma
Aphanostemma es un género de plantas de flores de la familia Ranunculaceae. 

## Especies seleccionadas
- Aphanostemma apiifolia [St.Hil.]